# Ferrovie Complementari della Sardegna
La Società per le Ferrovie Complementari della Sardegna, nota più semplicemente come Ferrovie Complementari della Sardegna o Ferrovie Complementari Sarde e con la sigla FCS, era una società ferroviaria italiana, operante in Sardegna.

## Profilo e Storia

### La fondazione

Il capolinea di Ales

La Società per le Ferrovie Complementari della Sardegna nacque nel 1911 a Milano, allo scopo di costruire alcune linee ferroviarie nel sud della Sardegna. Il Regio Decreto 684 del 21 marzo 1912 affidò alle FCS la costruzione e la gestione di due linee a scartamento ridotto, rispettivamente la Isili-Villacidro e la sua diramazione Villamar-Ales. I lavori di realizzazione di queste linee, progettate dai sardi Gracco Tronci, Stanislao Scano e Dionigi Scano, vennero completati nel giro di qualche anno, e i primi treni poterono transitarvi il 21 giugno 1915. In entrambi i casi, i tracciati furono costruiti a binario unico non elettrificato con scartamento da 950 mm. Per la Isili-Villacidro inoltre si sfruttò parte del tratto da Isili alla stazione di Sarcidano della Cagliari-Sorgono: questa porzione di tracciato, modificata con la costruzione di una nuova stazione, venne da allora gestita congiuntamente al gestore della linea per Sorgono, le Strade Ferrate Secondarie della Sardegna.

### L'espansione tra le due guerre
Nel 1921, le FCS acquisirono le SFSS e con esse il controllo dell'intera rete secondaria sarda esistente all'epoca: questo fatto suscitò non poche polemiche negli ambienti economici isolani, in quanto il capitale sociale dell'acquisita SFSS era all'epoca di circa 15 milioni di lire, di gran lunga superiore rispetto a quello delle FCS, di poco superiore al milione e mezzo di lire.

L'inaugurazione delle automotrici Emmine nella stazione FCS di Macomer negli anni trenta

A loro volta le FCS passarono nel 1933 sotto il controllo delle neonate Strade Ferrate Sarde, che ne acquisirono il pacchetto di maggioranza. In quegli anni sulla rete FCS del centro Sardegna fecero la comparsa i primi mezzi a trazione Diesel, nella fattispecie automotrici, che portarono vari benefici in termine di velocità delle relazioni. Nel 1941 le Ferrovie Complementari della Sardegna cedettero alle SFS due linee, la Sassari-Alghero e la Monti-Tempio Pausania, in un'ottica di razionalizzazione della gestione delle ferrovie: alle FCS spettava il controllo della rete secondaria del centro e del sud Sardegna (escluse le linee sulcitane delle Ferrovie Meridionali Sarde), mentre le linee settentrionali erano ora tutte sotto il diretto controllo delle SFS.

### Il periodo delle dismissioni
Durante la seconda guerra mondiale le ferrovie isolane non furono risparmiate dai bombardamenti alleati sull'isola, e le stazioni delle Complementari di Cagliari, Macomer e di Arbatax furono danneggiate dai raid statunitensi nel 1943. Ciò nonostante, le FCS assicurarono nel limite del possibile un regolare servizio treni, che fu la via di salvezza per migliaia di sfollati che soprattutto dal capoluogo regionale prendevano in massa i convogli (costretti a viaggiare quasi sempre a pieno carico) per cercare riparo nelle zone interne della Sardegna.
Terminato il secondo conflitto mondiale, le FCS beneficiarono negli anni cinquanta del piano di ammodernamento previsto dallo Stato per la rete ferroviaria sarda, ma ciò nonostante, complice il diffondersi delle autolinee e della motorizzazione di massa, i bilanci della società e delle SFS cominciarono a mostrare un andamento preoccupante. Fu così che si iniziò a sostituire gli autobus ai treni, e nel giro di pochi mesi vennero chiuse e smantellate la Isili-Villacidro e la Villamar-Ales (entrambe chiuse il 1º luglio 1956), e la Gairo-Jerzu (14 settembre 1956).
Tra la fine degli anni cinquanta e l'inizio dei sessanta l'intero parco rotabili dei compartimenti di Cagliari e Macomer venne aggiornato, con l'adozione di nuove automotrici e locomotori diesel, che pian piano sostituirono completamente i treni a vapore. Nel 1968 la principale stazione delle FCS, quella di viale Bonaria a Cagliari, venne chiusa, e in seguito demolita, per far posto a un nuovo complesso bancario: così il capolinea delle linee per Mandas e Arbatax venne spostato nella nuova stazione di piazza Repubblica del capoluogo regionale, mentre nuovi depositi furono costruiti a Monserrato, insieme a una nuova stazione. Il 31 dicembre 1969 inoltre anche la Tirso-Chilivani terminò la sua avventura, sostituita dalle corriere delle FCS, che nel corso dei decenni intensificarono la loro attività nel trasporto su gomma non limitandosi alle sole autocorse sostitutive delle linee dismesse. Nel 1970 furono altresì avviati i lavori di costruzione della variante ferroviaria Monserrato-San Paolo, mai completata.

Inaugurazione delle nuove automotrici ADe nella stazione FCS di viale Bonaria a Cagliari nel 1958. Questi mezzi sono tuttora utilizzati dall'ARST

### Dagli anni settanta alla fusione con le SFS
La situazione economica della società nonostante le dismissioni rimaneva critica, così il governo commissariò FCS e SFS nel 1971, tramutandole in due aziende pubbliche a Gestione commissariale governativa. Ciò nonostante, la lista delle linee FCS chiuse al traffico si allungò nel 1981, infatti il 15 giugno di quell'anno venne chiusa per motivi di sicurezza anche la Macomer-Bosa, poi riaperta tra Macomer e Tresnuraghes nel 1982 di fronte alle proteste dell'utenza pendolare e dopo la sostituzione delle rotaie.
Negli anni ottanta intanto il fenomeno di turismo ferroviario che si stava sviluppando da qualche decennio sulle ferrovie secondarie dell'isola portò alla nascita del progetto Trenino Verde, con il quale fu organizzato un servizio ferroviario turistico lungo le relazioni paesaggisticamente più suggestive.
La storia delle FCS finì nel 1989, quando venne attuata la fusione tra Ferrovie Complementari della Sardegna e Strade Ferrate Sarde, che portò alla nascita delle Ferrovie della Sardegna, che ereditarono linee, rotabili e impianti dalle due vecchie società. Le ferrovie ex FCS sono oggi gestite dall'ARST.